# Aram Asatryan
Aram Asatryan (in armeno Արամ Ասատրյան?; Echmiadzin, 3 marzo 1953 – Oshakan, 7 novembre 2007) è stato un cantante armeno.

## La vita
Aram Asatryan nacque in una famiglia di rifugiati a Echmiadzin, in Armenia, figlio di Hapet Asatryan e Ashken Mampreyan. Sin dall'infanzia si distinse subito come bambino prodigio, e nel 1985 formò la sua prima band. Divenne noto in tutto il mondo per la sua voce e il suo stile musicale. Aram amava molto il suo lavoro e ha dedicato la sua vita alla musica. Il suo amore per il suo paese e per gli armeni, così come per gli altri gruppi etnici dell'Armenia, sono impressi nelle sue canzoni. Quando l'Armenia era in conflitto, ha eseguito brani per i soldati e gli armeni in generale, dando a tutta la popolazione un grande sostegno morale.
Ha eseguito numerosi concerti in Asia, Europa, Russia, Medio Oriente, e in molte città in Armenia. Ha scritto oltre 500 canzoni e ha fatto molti tour in giro per il mondo. In tutta la sua vita ha ricevuto molti premi tra cui il "Gusan" di cui fu insignito il 18 aprile 2003 dal Ministero della Cultura del suo paese. Fino alla sua morte, egli ha risieduto negli Stati Uniti. Era convinto che la sua musica sarebbe passata di generazione in generazione.
Suo figlio, Artash Asatryan, continua la sua eredità come musicista popolare armeno.

## La morte
Aram Asatryan è morto tragicamente il 11 luglio 2006 a Oshakan, nella regione Aragatsotn, per un apparente attacco di cuore. Si trovava a un battesimo di una famiglia armena dove aveva partecipato in qualità di padrino. L'attacco mortale al cuore avvenne circa alle 19:00 ora locale. I testimoni raccontano che non mostrò i primi soliti sintomi, così come è stato riferito che era in un ottimo e caldo umore. Era circondato dai suoi parenti stretti. La sua morte ha portato lo sgomento tra i suoi fan e la nazione armena ha subito una grande perdita dalla sua morte; infatti, egli era considerato un originale cantante pop armeno dei tempi moderni, e veniva chiamato la "voce dell'Hayastan (il nome armeno per il Paese)". L'intera famiglia Asatryan ha dato un contributo importante alla musica pop armena post-sovietica.

## Discografia
- Mer Hayrenik (1990)
- The Best (1991)
- Ankakh Hayastan (1992)
- Music with Duduk  (1993)
- Indz Hamar (1993)
- Puch Ashkhar (1993)
- Nayir Ashkharin (1994)
- Azat Hayastan (1995)
- Hay Es Du (1996)
- The Golden Album (1997)
- Super Dance (1998)
- In Los Angeles (1998)
- Et Dardzek Tariner (1999)
- 10 Tari Bemum (1999)
- Aram Asatrian (2000)
- Self Titled (2000)
- The Very Best (2000)
- Re Mi-X (2000)
- Asem, Te Chasem (2001)
- Im Yerke (2001)
- Skizb (2002)
- Sweet Memories (2002)
- The Best of 1989-2002 (2003)
- Du Ashkhar Yekar (2003)
- Aram Asatryan & Friends: 50 Golden Years (2003)
- Anund (2005)
- Aram Asatryan Hamalir: Live Concert in Armenia (2005)
- Aram Asatryan, Artash Asatryan, Tigran Asatryan- My Sons (2006)